# Конституція Флоренції 1293
«Встановлення справедливості» — конституція Флоренції, що була прийнята 15 січня 1293 року в інтересах «старших цехів», перший в Європі антифеодальний закон.
Документ, що увійшов в історія, як «Встановлення справедливості» (італ. Ordinamenti di Giustizia), позбавляв політичних і цивільних прав аристократичні феодальні роди. Знатні сім'ї Флоренції повинні були виселитися з міста. Реальна влада перейшла до «старших цехів», «жирного народу».
Урядом Флоренції стала сеньйорія — рада з дев'яти пріорів (сім з яких обиралися «старшими цехами», два — «молодшими цехами»). Охорона Конституції і проведення нового порядку були доручені Гонфалоньєру справедливості, вищій посадовій особі, що керувала міським ополченням.
6 липня 1295 року до «Встановлення справедливості» були зроблені поправки, які дали деякі поступки грандам. Подібні до «Встановлення справедливості» закони були прийняті в Болоньї (1256 р.), Сієні (1277) та інших містах.